# Terzi di Parma
I Terzi di Parma si distinsero nel corso dei secoli XII e XIII, come podestà, capitani e governatori di città padane e quindi, fino al XIV, soprattutto come strenui condottieri al servizio dei Visconti. Furono dapprima conti di Tizzano e quindi signori, con Ottobono o Ottobuono, delle città di Parma e di Reggio.

## Origini
I Terzi discendevano dalla più antica casata dei Da Cornazzano, vassalli dei Canossa e della chiesa di Parma, quindi militanti dopo la morte di Matilde, nella pars imperii appartenenti alla piccola nobiltà rurale emiliana che aveva le sue radici nei proprietari terrieri longobardi stanziati agli inizi del secolo XI sull’Appennino parmense e piacentino. 
Quale fondatore del ramo dei Terzi, gemmato da quello dei Cornazzani, si cita un Gerardo Tercius, identificato anche come Terzo da Cornazzano e così denominato in quanto terzogenito di Pietro, il capostipite.
Lo stesso è ricordato anche dagli Annales Cremonenses come "Bernardo da Cornazzano" (1218), mentre altre fonti lo citano come Bernardo o "Gherardo Tertius" (1223).
Gherardo Tercius, ovvero Bernardo da Cornazzano fu il padre di Guido (I) Tercius . Guido (I) di Gherardo era il padre di Filippo, o Filippone, e di Guido (II)  ai quali fu intestato il diploma imperiale, sigillato a Norimberga  il 7 dicembre 1329, da Ludovico il Bavaro , con il quale si decretavano a favore dei due fratelli  de Tertiis esenzioni e i privilegi per le terre loro concesse in signoria.
Con quel diploma imperiale i Terzi di Parma affermarono una loro presenza signorile autonoma che doveva già essere ben radicata, anche economicamente, nel contado parmense, alla foce del Taro, tra Sissa e Torricella. Cronologicamente questa istituzione si colloca nel XIV secolo in sintonia con la tendenza a far rivivere la cosiddetta signoria di banno, ove il signore si assumeva l'onere, con i privilegi, di governare con piena giurisdizione il territorio. Questo favorì la costituzione di nuovi centri di potere, oltre che nel Parmigiano, nella pianura padana e generalmente nell'Italia centro-settentrionale”.
I Terzi erano già stati investiti nel 1247, come Cornazzani, da Federico II di Svevia, quali conti di Tizzano Val Parma e di Belvedere, e di altre terre nel Parmigiano. Così essi divennero successivamente e alternativamente nel tempo signori di Parma, Noceto, con Guardasone, Colorno tra i più importanti.

## I Terzi condottieri

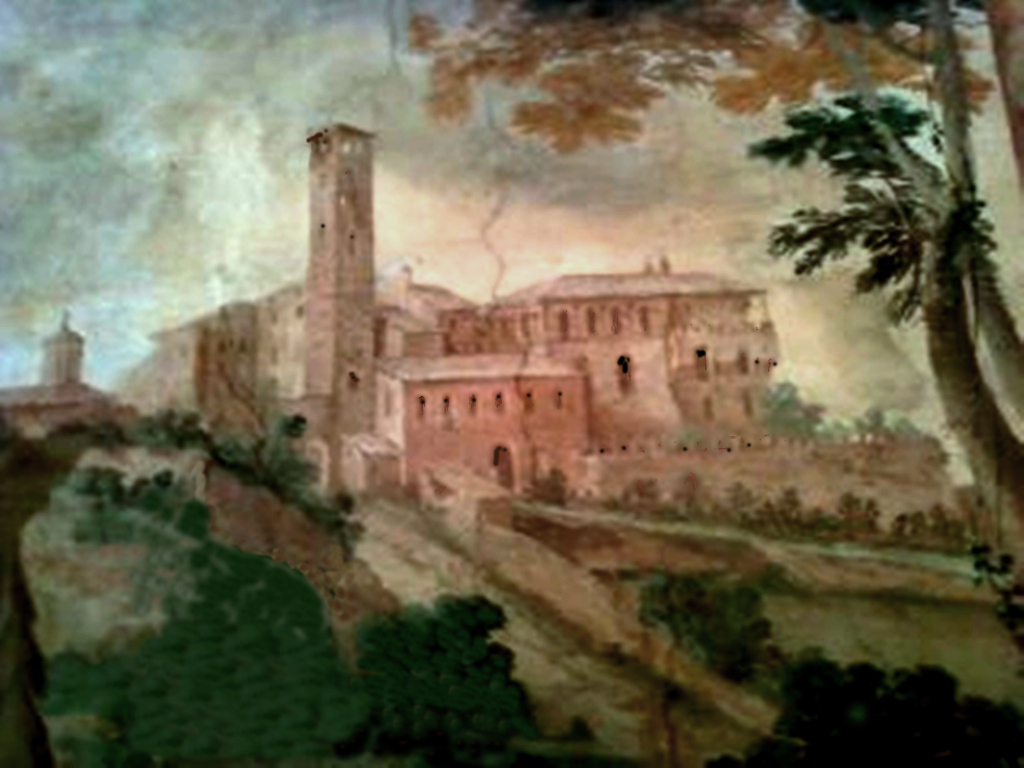
Affresco con l'immagine di Castelnuovo dei Terzi, conservato nel palazzo di Castelnuovo Fogliani, sede della "Fondazione Giuseppe Toniolo".

I Terzi dispiegarono ogni mezzo per dilatare il loro dominio signorile su territori sempre più importanti, dal Parmense fino al Piacentino e al Reggiano. A questo fine vincolarono le ambizioni della famiglia a quelle del Ducato di Milano, finché questo fu dei Visconti. Così nel 1364 i fratelli Niccolò Terzi il Vecchio e Giberto Terzi giurarono fedeltà a Bernabò Visconti. 
Niccolò il Vecchio acquistò poi nel 1375 da Gherardo Visconti nel Piacentino, le giurisdizioni di Castelnuovo e di Casale Albino. Queste furono successivamente confermate da Gian Galeazzo Visconti, il duca di Virtù, che nel 1386 riconobbe ancora più larghe immunità a Tizzano Val Parma.
L'accordo dei Terzi con i Visconti è confermato dall'assegnazione di numerosi rettorati nelle città padane, quali la reggenza del Consiglio di Verona per le partes ultra Mincium,  nonché i capitanati di Bergamo, di Brescia e di Reggio. 
Significativa è poi l'ampiezza di onori concessa con il diploma dell'imperatore Venceslao di Lussemburgo (1387), col quale si concedeva a Niccolò il Vecchio, con diritto di trasmissione ai figli, il titolo comitale. La cerimonia solenne con cui Niccolò fu insignito del cingolo militare fu celebrata nella cattedrale di Pavia il 15 agosto 1387. I privilegi attribuiti mediante quel diploma imperiale, è stato osservato, “appare difficilmente immaginabile al di fuori di un accordo col Conte di Virtù, fermo nel proibire l'impetrazione di privilegi papali o imperiali senza sua speciale licenza, e ormai in grado d'imporre ai potenti domini emiliani il proprio placet preventivo anche solo per l'esercizio di una podesteria o di una condotta al di fuori del dominio.
La fedeltà ai duchi di Milano meritò al casato in tempi successivi, e cioè ai condottieri Niccolò Terzi il Vecchio, ai figli di questi Giacomo e Ottobono o Ottobuono e al nipote Niccolò, oltre ai beni ingenti posseduti in Parma, i castelli di Guardasone, Bazzano, Colorno, e altre terre come Nigone, Montelugolo, Scalucchia. Nel Reggiano si contavano le rocche di Rossena sotto Canossa, Sassatello e Gombio. Benefici che si aggiungevano alle estese proprietà agrarie possedute ex longissimo tempore tra Castelnuovo di Sotto, Medesano, Gualtieri e Guastalla.

## La diaspora dei Terzi

### Terzi di Fermo
Allorché nel luglio 1450 Francesco Sforza, conquistata la signoria su Milano, spossessò Niccolò de' Terzi, il Guerriero delle rocche di Guardasone e di Colorno e delle altre terre possedute nel parmense e nel piacentino, cessò ogni dominio dei Terzi parmigiani nella pianura padana. Il Terzi abbandonò Colorno e trovò rifugio presso la corte di Ludovico III Gonzaga a Mantova.
Un cugino di Niccolò de' Terzi, il Guerriero, Gioan-Filippo, figlio di Jacopo o Giacomo Terzi, si stabilì nelle Marche, dove diede origine alla famiglia dei  Guerrieri di Fermo.
I Guerrieri di Fermo, chiamati alla corte dei Gonzaga di Mantova, originarono la casata dei Guerrieri Gonzaga. Questo decretò il Gonzaga "il dì penultimo aprilis 1506" allorché volle che il pronipote di Giacomo Terzi, Lodovico Guerrieri, fosse aggregato alla sua Casata e assumesse da allora per sé e discendenza il cognome "Guerrieri Gonzaga". Lo stesso Lodovico fu nominato nel 1514 marchionalem consocium beneamatum e nel 1522 divenne Luogotenente generale dei Signori di Mantova e di Urbino.

### Terzi di Sissa
Nati come ramo della casata dei Terzi di Parma, i Sissa discendevano da Gherardo Terzi, o Gerardo Tercius, padre di Guido I (il Guido Tercius menzionato in un documento del 1311). tra i cittadini più insigni di Parma. Il medesimo Guido è citato accanto al fratello Filippo, per le esenzioni e i privilegi loro accordati, nel diploma dell’imperatore Ludovico il Bavaro sigillato a Norimberga il 7 dicembre 1329, ove entrambi recano il cognome de Tertiis. I Terzi di Sissa, a differenza del ramo parmigiano condannato alla diaspora dopo l’uccisione di Ottobuono nel 1409, seppero conservare abilmente i loro domini sino al Settecento. Il 17 dicembre 1758, deceduto il conte Francesco Maria Terzi privo di eredi maschi, la casata si estinse con le due figlie Corona Terzi dei Conti di Sissa sposata al Marchese Rangoni poi Rangoni Terzi di Modena e Costanza Terzi, Contessa del Sacro Romano Impero e di Kolinitz (oggi Kolinec nella Repubblica Ceca), dei Conti di Sissa, ecc. Patrizia di Parma, sposata nel 1744 al Conte Antonio Camillo Marazzani Visconti,ecc., Patrizio di Piacenza. Costanza morì in Piacenza il 19 Febbraio 1803, e fu sepolta nella Basilica di Sant'Antonino, dove fu collocata una lapide in memoria. Il feudo di Sissa venne devoluto alla Camera Ducale di Parma.
Secondo le volontà testamentarie di Francesco Terzi, Conte di Sissa, ecc.,del 1758, i figli, ed i discendenti maschi di Corona e di Costanza, in linea di primogenitura, avrebbero aggiunto ai loro rispettivi cognomi quello dei Terzi.

## Arma
Primo Blasone Terzi: "Troncato di argento e di rosso".
Secondo Blasone Terzi: "Troncato di argento e di rosso, all'aquila di nero in campo d'oro in capo.”
Ultimo Blasone Terzi presente sulla pietra tombale del Conte Francesco: "D'Oro all'aquila bicipite di nero, coronata dello stesso, con una fascia abbassata di rosso".